# Grönviks naturreservat
Grönvik är ett naturreservat i Södra Sandsjö socken i Tingsryds kommun i Småland (Kronobergs län).
Reservatet är skyddat sedan 1974 och är 115 hektar stort. Det är beläget sydväst om Tingsryd och består mest av åker, äng, hagmark och blandskog vid Stora Hensjöns västra strand.
Granskog dominerar i norr medan kulturlandskap präglar den mellersta delen. Det är där man finner äkrar, ängar och hagmarker. Den största delen av naturreservatet upptas av vattenyta i Stora Hensjön och bara 30 hektar består av land.